# Cratere Bevon
Bevon è un cratere sulla superficie di Giapeto.